# Sergio Ricossa
Sergio Ricossa (Torino, 6 giugno 1927 – Torino, 2 marzo 2016) è stato un economista italiano, conosciuto soprattutto per la sua attività di divulgazione delle idee liberali e liberiste, influenzate dal libertarianismo.

## Biografia

### Carriera accademica
Nato a Torino nel 1927, laureatosi in Economia nel 1949 nell'ateneo cittadino, diventa professore di Politica economica nel 1961, dopo un periodo di collaborazione con l'Unione Industriale, dove assieme ad Antonio Longo cura uno studio sulle prime applicazioni in Italia della programmazione lineare. Ferdinando di Fenizio lo fa pubblicare sulla rivista L'Industria e lo mette in contatto con l'ufficio studi della Montecatini che allora dirigeva. Dopo alcuni tentativi senza successo, le prime applicazioni concrete della programmazione lineare sono effettivamente messe in pratica alla Rumianca, un'industria chimica di Torino. Successivamente dalla cattedra di Politica economica all'Università degli Studi di Torino comincia a far conoscere le idee di Jan Tinbergen.
Nel 1981 Ricossa pubblica il libro Teoria unificata del valore con cui cerca di dimostrare che la teoria esposta da Piero Sraffa in Produzione di merci a mezzo di merci è in realtà una riproposizione della matematica della teoria economica del marginalismo sotto mentite spoglie. Ricossa pubblica il suo ultimo libro di economia per gli economisti nel 1991 (Aspetti attuali della teoria economica neoclassica) e perde progressivamente fiducia nella capacità esplicativa dei modelli della teoria economica. Si dedica così sempre più a tematiche di filosofia sociale e alla divulgazione..
Membro della Mont Pelerin Society, Accademico dei Lincei, socio dell'Accademia di Agricoltura di Torino e presidente onorario dell'Istituto Bruno Leoni, è considerato uno dei massimi esponenti del liberalismo italiano. La sua attività di ricerca, incentrata sui temi della politica economica, si esprime specie in studi intorno alla figura del filosofo torinese Bruno Leoni, sulla scuola economica neoclassica  e la Scuola austriaca nonché nell'elaborazione del Dizionario di Economia edito dalla UTET.

### Attività di polemista
Saggista d'indole polemica, ha collaborato con i quotidiani La Stampa e il Giornale, pubblicando articoli dai toni taglienti e provocatori (in questo senso si ricordino inoltre i volumi I pericoli della solidarietà, Maledetti economisti. Le idiozie dì una scienza inutile, Elogio della cattiveria) che, negli anni, gli hanno attirato feroci critiche (in particolar modo dopo che, nel 1986, prese parte, insieme con Antonio Martino e Gianni Marongiu, alla celebre «marcia contro il fisco»). La sua verve, cui è sotteso un liberalismo senza compromessi, aiuta pure a comprendere il motivo per il quale nel 1999 abbia dato alle stampe un testo intitolato Da liberale a libertario (edito dalla Leonardo Facco Editore) nel quale dichiarava che il liberalismo del suo maestro, Luigi Einaudi, non gli bastava e che voleva «andare oltre», verso una libertà più compiuta.
È stato uno scienziato sociale "nella tradizione di David Hume e Adam Smith,  autore di importanti studi e di vari testi destinati al grande pubblico incontrò gli studiosi austriaci (Ludwig von Mises e Friedrich von Hayek, in particolare) e la loro critica ai paradigmi dell'economia neoclassica. A questo proposito Ricossa ha dichiarato "avevo capito che la scienza economica, ammesso che esista una scienza economica, non serviva quasi a nulla nella pratica politica. A sua volta la pratica politica si poteva meglio esemplificare con la storia economica anziché insegnare con la teoria economica. A conclusioni quasi egualmente pessimistiche ero già giunto con la microeconomia dell’impresa. La programmazione lineare, per esempio, era un gioiello dell’intelligenza, ma serviva soltanto a risolvere il problema banale di rendere ottimo l’uso di date risorse in dati processi produttivi." Questo giudizio assai peculiare sulla scienza economica si trova in alcuni autori della scuola austriaca (come Ludwig von Mises e Murray Rothbard) che hanno ispirato il pensiero di Ricossa.
È morto nella città natale, a ottantotto anni, nel 2016.

## Pubblicazioni
- Storia della fatica, Roma, Armando, 1974.
- I fuochisti della vaporiera. Gli economisti del consenso, Milano, Editoriale Nuova, 1978.
- Straborghese, Milano, Editoriale Nuova, 1980.
- Teoria unificata del valore economico, Torino, Giappichelli, 1981.
- L'economia in 100 grafici, Milano, Mondadori, 1984.
- La fine dell'economia, Milano, SugarCo, 1986.
- Impariamo l'economia. Idee, princìpi, teorie, Milano, Rizzoli, 1988.
- Aspetti attuali della teoria economica neoclassica, Torino, Utet, 1991.
- Cento trame di classici dell'economia, Milano, Rizzoli, 1991.
- I pericoli della solidarietà, Milano, Rizzoli, 1993.
- Come si manda in rovina un Paese. Cinquant'anni di malaeconomia, Milano, Rizzoli, 1995.
- Maledetti economisti. Le idiozie di una scienza inesistente, Milano, Rizzoli, 1996 (ristampa: Rubbettino ed., 2010).
- Dov'è la scienza nell'economia?, Roma, Di Renzo Editore, 1997.
- Dizionario di Economia, Torino, Utet, 1998 (terza edizione riveduta; prima edizione: 1982).
- Scrivi che ti passa, Torino, Fogola, 1999.
- Da liberale a libertario, Treviglio, Leonardo Facco Editore, 1999
- "Vivere è scegliere". Scritti di libertà, Milano, Fondazione Achille e Giulia Boroli, 2005 (raccolta di scritti tratti dalle altre opere, a cura di Paolo Del Debbio).
- La fine dell'economia. Saggio sulla perfezione, Soveria Mannelli, Rubbettino, 2006.
- Manuale di sopravvivenza ad uso degli italiani onesti, Soveria Mannelli, Rubbettino, 2011.
- I mpariamo l'economia, Soveria Mannelli, Rubbettino, 2011.